# Aslan Aslanov
Pour les articles homonymes, voir Aslanov.
 (novembre 2021).
Si vous disposez d'ouvrages ou d'articles de référence ou si vous connaissez des sites web de qualité traitant du thème abordé ici, merci de compléter l'article en donnant les références utiles à sa vérifiabilité et en les liant à la section « Notes et références ».
 (septembre 2023).
 (septembre 2023).
Aslan Aslanov, né le 18 août 1951 à Jabrail, est un journaliste azerbaïdjanais. 
Il est président du conseil d'administration de l'Agence de presse d'État d'Azerbaïdjan (AZERTAC), travailleur honoraire de la culture de la république d'Azerbaïdjan (2000), titulaire de la médaille de Taraggui (2005), Ordre des services à la patrie (2010), Ordre de Chohrat (2011), médaille du 20e anniversaire de TURKSOY (2014), « Hasan bey Zardabi », « Stylo Doré » et « Média Suprême », médaille d'argent du jubilé de la Communauté des indépendants Prix des États.

## Biographie
Aslan Aslanov naît le 18 août 1951 à Jabrail, en république d'Azerbaïdjan.
En 1975, il est diplômé de la faculté de journalisme de l'Université d'État d'Azerbaïdjan.
En 1975-1992, il a contribué à divers journaux, ainsi qu'au journal « Kommunist ».
En 1992, Aslan Aslanov a rejoint AzerTac en tant que correspondant, et a ensuite été promu aux postes de rédacteur en chef adjoint et rédacteur en chef.
En 1997, il a été nommé premier directeur général adjoint d'AzerTAc par décret du président de la république d'Azerbaïdjan Heydar Aliyev.
En octobre 2002, il a été nommé directeur général d'AzerTac par décret du président de la république d'Azerbaïdjan Heydar Aliyev.
De 1993 à 2002, en tant qu'envoyé spécial d'AzerTac, il a accompagné le président de la république azerbaïdjanaise Heydar Aliyev dans une écrasante majorité de ses visites à l'étranger.
Depuis 1979, il est membre de l'Union des journalistes d'Azerbaïdjan.
Depuis le 12 décembre 2007, Aslanov est membre du conseil d'administration de l'Organisation des agences de presse Asie-Pacifique (OANA).
En septembre 2013, Aslan Aslanov a été élu vice-président de l'OANA.
Depuis 2004, il est membre de la Commission d’État d’Azerbaïdjan sur les prisonniers de guerre, les otages et les personnes disparues; depuis 2006, il est membre du Conseil de coordination des Azerbaïdjanais du monde; depuis 2010, il est membre de la Société philosophique de l'Académie russe des sciences.
Depuis 2008, il préside l'Association des agences de presse turcophones.
De juillet 2011 à mars 2013, Aslan Aslanov a été président de l'Association des agences de presse nationales de la mer Noire, qui regroupe des agences de presse de 14 pays.
En novembre 2013, il a été élu membre du Conseil mondial des agences de presse.
Il a été élu membre de la Commission nationale de la république d'Azerbaïdjan pour l'UNESCO par décret du Président azerbaïdjanais.
2016-2019, Président du Congrès mondial des nouvelles agences et de l'Organisation des agences de presse Asie-Pacifique (OANA).
Aslanov a été nommé président du conseil d'administration de l'Agence de presse de l'État d'Azerbaïdjan sur ordre du président de la république d'Azerbaïdjan Ilham Aliyev le 15 mars 2018.

## Prix
- Travailleur honoraire de la culture de la république d'Azerbaïdjan (2000),
- Médaille de Taraggui (2005)[7]
- Ordre des services à la patrie (2010)[8]
- Ordre de Chohrat pour une participation active à la vie sociopolitique de l'Azerbaïdjan (2011).
- Ordre d'amitié de la fédération de Russie (2011).
- Prix journalistiques « Hasan bey Zardabi », « Stylo Doré » et « Média suprême ».
- Médaille d'argent du jubilé de la Communauté des États indépendants pour sa contribution au développement de l'intégration des pays de la CEI (2013).
- Médaille 20e anniversaire de TURKSOY (2014)
- Ordre du Mérite pour la Patrie (2021)[9]